# Округ Хикман (Тенеси)
Хикман (енгл. Hickman County) је округ у америчкој савезној држави Тенеси.

## Демографија
По попису из 2010. године број становника је 24.690, што је 2.395 (10,7%) становника више него 2000. године.
| Група             | 2000.          | 2010.          |
| Белци             | 20.761 (93,1%) | 22.657 (91,8%) |
| Афроамериканци    | 1.009 (4,5%)   | 1.120 (4,5%)   |
| Азијати           | 18 (0,1%)      | 49 (0,2%)      |
| Хиспаноамериканци | 222 (1,0%)     | 455 (1,8%)     |
| Укупно            | 22.295         | 24.690         |